# L'hereu Noradell
L'hereu Noradell és una novel·la de l'escriptor Carles Bosch de la Trinxeria escrita l'any 1889, publicada per primer cop per la Impremta La Renaixença. Fou tornada a publicar l'any 1979 a la col·lecció MOLC d'Edicions 62, amb un pròleg de Jordi Castellanos. Va ser reeditada l'any 1991.
Bosch de la Trinxeria era un escriptor educat a França, i allà hi va conèixer les tècniques narratives realistes i naturalistes d'Émile Zola. Ara bé, en voler-les aplicar a la seva obra va topar amb la seva ideologia conservadora i cristiana, que li impedien aprofundir en aquesta tècnica narrativa. L'hereu Noradell es troba amb aquestes dificultats narratives, ja que al final la ideologia de l'autor farà que s'apiadi dels seus personatges i hi hagi una mena de justícia providencial que soluciona tots els problemes que hi ha hagut fins llavors.
És la primera novel·la pròpiament dita i la més significativa que escriu Bosch. Amb el subtítol que duu l'obra “estudi de família catalana”, Bosch deixa clar que vol transmetre una literatura documental i realista. El que més destaca és el costumisme rural que recull la novel·la. Pretén mostrar la realitat rural, la realitat catalana, tot idealitzant el model de família pairal tradicional.

## Argument
La novel·la L'hereu Noradell està dividida en vint-i-set capítols de llargada desigual, uns més llargs i altres més curts. Els quatre primers corresponen al plantejament de l'obra. Del capítol V al XX es desenvolupa el nus de l'obra i del XXI fins al XXVII hi trobem el desenllaç.
L'acció de l'obra està ambientada al nord de l'Alt Empordà, concretament al poble de Masarac, on la família Noradell és propietària de vinyes. Es tracta d'una de les famílies més riques i importants del poble amb contactes amb la burgesia i l'aristocràcia de Figueres.
Quan el senyor Noradell mor, el seu fill Marçal esdevé hereu de totes les propietats. Al cap de poc temps és proposat com a diputat a Madrid, i en surt escollit. Aquest fet el porta a marxar a Madrid, on farà carrera en el partit conservador, trencat amb les seves arrels catalanistes, i a portar una vida desenfrenada a causa del joc.
Mentre ell és fora, arriba al mas Noradell un jove, Francesc, que té el càrrec de procurador, el qual s'ocuparà de l'administració del mas i de les terres.
Al cap d'un temps, arriba a l'Empordà la plaga de la fil·loxera i les propietats dels Noradell en resultaran afectades. Marçal Noradell es troba amb dos problemes: els deutes del joc i els problemes derivats de la pèrdua de les rendes agràries. És obligat a tornar i ràpidament cau en la ruïna. L'única esperança per a Marçal és que la seva filla Mercè es casi amb un hereu ric.
Finalment ho fa amb un jove anomenat Lluís Maresch, que s'havia enamorat de la pubilla anys enrere. Aquest casament farà que Marçal quedi lliure de deutes, ja que a qui més diners devia era precisament el pare del noi, Pau Maresch.
Francesc, que també s'havia enamorat de Mercè, no li confessa mai el seu amor ni intenta seduir-la. Tot queda en un amor frustrat a causa de la diferència de classes socials.
La novel·la és interessant perquè mostra un retrat costumista de la situació al camp altempordanès de la vinya a les darreries del s.XIX en un moment tan dramàtic com és el de l'aparició de la fil·loxera.